# Centro Singular de Investigación en Medicina Molecular y Enfermedades Crónicas
El Centro Singular de Investigación en Medicina Molecular y Enfermedades Crónicas (en gallego: Centro de Investigación en Medicina Molecular e Enfermidades Crónicas, también conocido por sus siglas CiMUS) es un centro de investigación situado en Santiago de Compostela, Galicia, que tiene como objetivo promover el desarrollo de la investigación interdisciplinar en el campo de las ciencias biomédicas, a través de la interacción y la colaboración interna y con grupos nacionales e internacionales de relevancia. Como resultado de este esfuerzo, en este centro se alojan distintos grupos con gran potencial en investigación básica y otros con componente más traslacional, que son altamente reconocidos en sus campos. 
El CiMUS pertenece a la Red de Centros Singulares de Investigación (RCSI) de la Universidad de Santiago de Compostela, al igual que el Centro Singular de Investigación en Química Biológica y Materiales Moleculares (CiQUS), el Centro Singular de Investigación en Tecnologías Inteligentes  (CiTIUS) y el IGFAE  (Instituto Gallego de Física de Altas Energías).

## Investigación
Su actividad científica se centra en la prevención, el conocimiento y el tratamiento de enfermedades crónicas en las áreas de: 
- Cáncer
- Endocrinología y Nutrición
- Cardiovascular y Neurociencias
- Genética y Bioinformática
- Nanomedicina
- Descubrimiento temprano de fármacos

## Historia
El CiMUS nació el 17 de febrero de 2010 por acuerdo del consejo de gobierno de la Universidad de Santiago de Compostela. Su misión es llevar a cabo una investigación básica de calidad contrastada que permita avanzar en la prevención, entendimiento y tratamiento de la enfermedad crónica. Para ello cuenta con 34 grupos de investigación de reconocido prestigio que favorecen la generación de conocimiento de excelencia para su transferencia, bien a nivel asistencial y/o industrial; el impulso de la eficiencia y competitividad, así como el aumento de la masa crítica de sus investigadores biomédicos apostando por la captación de talento joven. En él trabajan más de 290 personas en unas instalaciones de más de 13.000 m² con 40 laboratorios de investigación dotados con las más modernas tecnologías, despachos y servicios comunes de apoyo a la investigación. 
Este centro es responsable también de la creación de cuatro empresas spin-off:
- Biostatech, una empresa de bioestadística que se centra en las ciencias de la vida y de la salud e investiga en el sector biomédico y agroalimentario.[4]
- Health in Code, centrado en el diagnóstico molecular y en las miocardiopatías hereditarias.[5]
- Allelyus, empresa que transfiere los resultados de investigación del Grupo de Medicina Genómica del Instituto de Medicina Legal (IML) y del Departamento de Farmacología (Unidad de evaluación de actividad, USEF), y que investiga sobre genética forense, neurogenética y farmacología.[6]
- Advancell, a la que se le transfirió tecnología en el ámbito de la medicina cuando se incorporó a su accionariado.

## En cifras
El principal activo del CiMUS es su equipo científico que, a fecha de 2021, cuenta con:
- 36 investigadores principales (3 Starting Grant, 1 Synergy Grant, 1 Consolidator Grant, 2 investigadores Oportunius, 4 Ramón y Cajal, 1 CSIC y 1 investigadora distinguida)
- 34 grupos
- 51 investigadores postdoctorales
- 126 estudiantes de doctorado
- 24 técnicos de investigación
- 171 publicaciones científicas (factor impacto promedio 5,88)
- 18 tesis doctorales/año